# Rue Cavaignac
La rue Cavaignac est une voie marseillaise située dans le 3e arrondissement de Marseille. 

## Situation et accès
Elle va de la rue Guibal à la rue Belle-de-Mai.

## Origine du nom
La rue est nommée en hommage à Eugène Cavaignac (1802-1857), général et homme politique français.

## Historique
La rue était sur un terrain appartenant aux militaires, qui est loué annuellement à la Ville de Marseille pour un accès à la Belle-de-Mai plus facile pour la population.
La voie prend sa dénomination actuelle le 27 janvier 1871. Elle se nommait par arrêté du 12 novembre 1866 Rue Saint-Arnaud, du nom d'Armand Jacques Leroy de Saint-Arnaud (1798-1854), officier français.

## Bâtiments remarquables et lieux de mémoire
La rue longe plusieurs casernes dont celles du Muy et Busserade.